# Jesse James Keitel
Jesse James Keitel es una actriz, escritora y artista estadounidense, conocida por protagonizar el cortometraje Miller & Son (2019) de Asher Jelinsky, el drama criminal de ABC Big Sky (2020) y Queer as Folk (2022).

## Primeros años
Jesse James Keitel es de Long Island. Se graduó de la Universidad Pace con un BFA en Actuación en 2015.

## Carrera
En 2019, Keitel protagonizó el estreno mundial de la obra Theo de Martin Moran en Two River Theatre. También protagonizó Miller & Son (2019), que ganó el premio BAFTA Student Film Award y la medalla de oro a la "Mejor narrativa" (nacional) en los Student Academy Awards de 2019. Keitel interpretó el papel principal en la serie de ciencia ficción de MadRiver Pictures de 2020, Forever Alone. Keitel también apareció en el largometraje Fluidity de Showtime de Linda Yellen de 2019, protagonizado por Nico Tortorella. En 2022, Keitel debutó en el papel de Ruthie en Queer As Folk de Peacock.
Keitel ha actuado como drag bajo el seudónimo de Peroxide, miembro de House of Femanon. Como Peroxide Femanon, ha aparecido en las docuseries Fill In The Blank de Logo TV y en la colaboración NYFW SS19 de Sasha Velour con Opening Ceremony.
A partir de 2020, Keitel interpretó a Jerrie Kennedy en el thriller policial Big Sky creado por David E. Kelley, que la convirtió en una de las primeras actrices no binarias en interpretar un personaje regular no binario en la televisión en horario estelar. En 2022, apareció en un episodio de Star Trek: Strange New Worlds, interpretando a una villana no binaria. En una entrevista, dijo sobre el papel: "Entiendo que las personas queer han tenido una historia muy larga y complicada con la televisión y el cine, y han sido muy maltratadas en los medios... Dicho esto, creo que ya es hora de que dejemos que las personas queer sean villanas, ¿sabes?"

## Vida personal
En 2020, Keitel fue descrita como una actriz transgénero y no binaria "que usa los pronombres en inglés she/her y they/them". A partir de 2022, se identifica como mujer transgénero y usa únicamente los pronombres she/her.

## Filmografía
| Año       | Título                                    | Papel                   | Notas                                                       |
| --------- | ----------------------------------------- | ----------------------- | ----------------------------------------------------------- |
| 2013      | Celebrity Ghost Stories                   | David                   | Episodio: "Coco/Craig Kilborn/Diana DeGarmo/Tommy Davidson" |
| 2016      | What Would You Do?                        | Joven gay en el armario | Episodio #11.7                                              |
| 2018      | Alex Strangelove                          | Sidney                  | Película                                                    |
| 2018      | Younger                                   | Tam                     | Episodio #505: "Big Little Liza"                            |
| 2019      | Miller & Son                              | Ryan Miller             | Película                                                    |
| 2019      | Fluidity                                  | Kevin                   | Película                                                    |
| 2019      | Like Glass                                | Zion                    | Película                                                    |
| 2020      | Forever Alone                             | Adrian                  | 6 episodios                                                 |
| 2020–2022 | Big Sky                                   | Jerrie Kennedy          | Protagonista (2020–2021), estrella invitada (2021–2022)     |
| 2021      | This Is Me: Pride Celebration Spectacular | Ella misma              | Especial                                                    |
| 2022      | Queer as Folk                             | Ruthie O'Neil           | Protagonista                                                |
| 2022      | Star Trek: Strange New Worlds             | Dr. Aspen/Captain Angel | Episodio: "The Serene Squall"                               |